# تپه شهر سوخته ۲۶۶
تپه شهر سوخته ۲۶۶ مربوط به هزاره سوم و ۲ قم است و در شهرستان زابل، بخش شیب آب، دهستان لوتک، ۱۶/۸۲ک متری جنوب غرب پایگاه باستان‌شناسی شهر سوخته واقع شده و این اثر در تاریخ ۲۰ اسفند ۱۳۸۵ با شمارهٔ ثبت ۱۸۰۷۴ به‌عنوان یکی از آثار ملی ایران به ثبت رسیده است.